# 31. ceremonia wręczenia Cezarów
31. ceremonia wręczenia francuskich nagród filmowych Cezarów za rok 2005 odbyła się 25 lutego 2006 w Théâtre du Châtelet w Paryżu.
Galę wręczenia nagród prowadziła Valérie Lemercier.

## Laureaci i nominowani
| Najlepszy film - W rytmie serca - Dziecko - Żyj i stań się - Boże Narodzenie - Młody porucznik | Najlepszy reżyser - Jacques Audiard – W rytmie serca - Xavier Beauvois – Młody porucznik - Jean-Pierre i Luc Dardenne – Dziecko - Michael Haneke – Ukryte - Radu Mihăileanu – Żyj i stań się |                                              |
| Najlepszy aktor - Michel Bouquet – Przechodzień z Pól Marsowych - Patrick Chesnais – Nie jestem tu po to, żeby mnie kochano - Romain Duris – W rytmie serca - José Garcia – Ostre cięcia - Benoît Poelvoorde – W jego rękach                                            | Najlepsza aktorka - Nathalie Baye – Młody porucznik - Isabelle Carré – W jego rękach - Anne Consigny – Nie jestem tu po to, żeby mnie kochano - Isabelle Huppert – Gabrielle - Valérie Lemercier – Królową być |                                              |
| Najlepszy aktor drugoplanowy - Niels Arestrup – W rytmie serca - Maurice Bénichou – Ukryte - Dany Boon – Boże Narodzenie - Georges Wilson – Nie jestem tu po to, żeby mnie kochano - Roschdy Zem – Młody porucznik                                                      | Najlepsza aktorka drugoplanowa - Cécile de France – Smak życia 2 - Catherine Deneuve – Królową być - Noémie Lvovsky – Kulisy sławy - Charlotte Rampling – Lemming - Kelly Reilly – Smak życia 2 |                                              |
| Najbardziej obiecujący aktor - Louis Garrel – Zwyczajni kochankowie - Walid Afkir – Ukryte - Gilles Lellouche – Miłość buja w obłokach - Aymen Saïdi – Spadek z problemem - Adrien Jolivet – Zim i spółka                                                               | Najbardziej obiecująca aktorka - Linh Dan Pham – W rytmie serca - Déborah François – Dziecko - Mélanie Doutey – Nie trzeba się zarzekać - Fanny Valette – Mała Jerozolima - Marina Hands – Szare dusze |                                              |
| Najlepszy scenariusz oryginalny - Żyj i stań się – Alain-Michel Blanc i Radu Mihăileanu - Ukryte – Michael Haneke - Dziecko – Jean-Pierre i Luc Dardenne - Boże Narodzenie – Christian Carion - Młody porucznik – Xavier Beauvois, Guillaume Bréaud i Jean-Eric Troubat | Najlepszy scenariusz adaptowany - W rytmie serca – Jacques Audiard i Tonino Benacquista - Ostre cięcia – Costa-Gavras i Jean-Claude Grumberg - W jego rękach – Anne Fontaine i Julien Boivent - Gabrielle – Patrice Chéreau i Anne-Louise Trividic - Przechodzień z Pól Marsowych – Georges-Marc Benamou i Gilles Taurand |                                              |
| Najlepszy film debiutancki - Koszmar Darwina - Anthony Zimmer - Douches froides - Marsz pingwinów - Mała Jerozolima | Najlepsze zdjęcia - Stéphane Fontaine – W rytmie serca - William Lubtchansky – Zwyczajni kochankowie - Éric Gautier – Gabrielle |                                              |
| Najlepszy montaż - Juliette Welfling – W rytmie serca - Sabine Emiliani – Marsz pingwinów - Francine Sandberg – Smak życia 2 | Najlepszy dźwięk - Laurent Quaglio i Gérard Lamps – Marsz pingwinów - Brigitte Taillandier, Pascal Villard, Cyril Holtz i Philippe Amouroux – W rytmie serca - Guillaume Sciama, Benoît Hillebrant i Olivier Dô Hùu – Gabrielle                                                                                           |                                              |
| Najlepsza muzyka - Alexandre Desplat – W rytmie serca - Philippe Rombi – Boże Narodzenie - Émilie Simon – Marsz pingwinów - Armand Amar – Żyj i stań się | Najlepsze kostiumy - Caroline de Vivaise – Gabrielle - Alison Forbes-Meyler – Boże Narodzenie - Pascaline Chavanne – Szare dusze |                                              |
| Najlepsza scenografia - Olivier Radot – Gabrielle - Jean-Michel Simonet – Boże Narodzenie - Loula Morin – Szare dusze | Najlepszy film krótkometrażowy - After Shave - Obras - Mały biedny jeździec - Sous le bleu |                                              |
| Najlepszy film zagraniczny - Za wszelką cenę - Historia przemocy - W stronę morza - Wszystko gra - Spacer po wodzie | Cezar honorowy - Hugh Grant - Pierre Richard | Cezar honorowy - Hugh Grant - Pierre Richard |